# 马剑镇
马剑镇，是中国浙江省绍兴市诸暨市下辖的一个镇。

## 行政区划
下辖以下地区：
马剑村、塘坞村、上和村、石门村、金沙村、相公殿村、建辉村、寺坞坪村、庆丰和村、马益村、平阳村、狮源村、双江村、栗金村和龙门村。